# مايكل كريستي (كاتب)
مايكل كريستي (بالإنجليزية: Michael Christie)‏ (10 يوليو 1976، ثاندر باي في كندا)؛ روائي كندي.